# Panzerkampfwagen VIII Maus

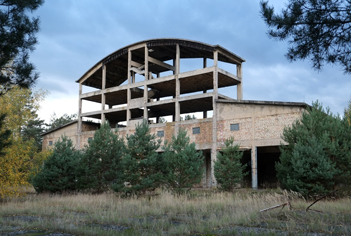
Kummersdorf-Gut, Neue Verskraft, Hall voor de pantserwagen „muis”, 2013

De Panzerkampfwagen VIII, bijgenaamd Maus, was een Duitse superzware tank uit de Tweede Wereldoorlog. Het is de zwaarste tank ooit gebouwd. Toen de ontwikkeling werd gestaakt waren twee prototypes voltooid en nog zeven onvoltooid.

## Geschiedenis
In maart 1942 kreeg Ferdinand Porsche de opdracht voor het ontwerp van een zware tank. Zijn ontwerp VK70001/Porsche Type 2005 werd in juni 1942 door Adolf Hitler goedgekeurd. In de zomer van 1943 zouden er maandelijks vijf worden afgeleverd. Krupp zou het chassis, de bepantsering en de geschutskoepel leveren, en Alkett zou het geheel assembleren.
Aanvankelijk zou de tank 100 ton massa hebben en ze zou worden uitgerust met een 150mm-kanon en een 20mm-kanon. Adolf Hitler stond erop dat dit een 128mm-kanon en een 75mm-kanon zou worden, een beslissing die in januari 1943 werd genomen. In mei van dat jaar was een houten model klaar. Hitler keurde het ontwerp goed en bestelde een eerste serie van 150 stuks. De tank had inmiddels al 188 ton massa. In oktober van dat jaar annuleerde Hitler de order en in november gaf hij opdracht de ontwikkeling van de tank geheel te staken. In december 1943 werd nog wel een prototype zonder koepel geassembleerd. In maart 1944 volgde een tweede prototype. In juli van dat jaar was Krupp bezig met de productie van vier rompen, toen de opdracht kwam te stoppen en de vier rompen tot schroot te verwerken. In september van dat jaar werd het tweede prototype getest.
De tank was door zijn forse bepantsering veel te zwaar geworden. Volgens de ontwerpeisen moest de tank op de weg 20 km per uur halen, maar het lukte niet een motor te bouwen die krachtig genoeg was. De dieselelektrische aandrijving die uiteindelijk werd gebruikt, verbruikte enorme hoeveelheden brandstof. Wegens de enorme massa kon de tank vrijwel geen enkele brug passeren. De Maus moest daarom rivieren doorwaden. Tijdens het waden kon de dieselgenerator niet worden gebruikt. Als oplossing werd bedacht dat de Maus door een elektriciteitskabel met een tweede Maus zou worden verbonden, waarna de elektromotoren via deze kabel door de tweede Maus zouden worden gevoed. Voor het transport over grotere afstanden werd een speciale veertienassige goederenwagon ontwikkeld.
Beide prototypen kwamen slechts één keer in actie, namelijk toen ze opdracht kregen uit het ontwikkelcentrum bij Kummersdorf weg te rijden, om aan de troepen van de Sovjet-Unie te ontkomen. Een van de tanks was geheel voltooid, de andere reed met een niet-operationele geschutskoepel. Deze laatste werd enkele kilometers buiten Kummersdorf door de bemanning verlaten. Het andere prototype zou verder zijn gekomen en zou door de bemanning zijn vernietigd.
Het Tankmuseum van Koebinka in Rusland bezit één exemplaar van de Maus. Deze is samengesteld met de geschutskoepel van prototype 2 en de romp van prototype 1.

## Technische gegevens
De Maus was 10,09 meter lang, 3,67 meter breed en 3,63 meter hoog. Hij had een eigen massa van 188 ton en beschikte over een twaalfcilinder DB 603 A2-motor die 1750 pk leverde met dieselelektrische overbrenging. De topsnelheid was 13 kilometer per uur. Met zijn tankinhoud van 2700 liter kon hij op de weg 160 km afleggen, en in ruw terrein 62 kilometer.
De bepantsering van de voorkant van de romp had een dikte van 200 mm, de zijkanten 185 mm en de achterkant 160 mm. De voorkant van het koepelpantser had een dikte van 240 mm, de zijkanten en achterkant 210 mm.
De Maus maakte gebruik van het 12,8 cm KwK 44/L55-kanon en had hiervoor 68 granaten beschikbaar. Het kanon kon vier granaten per minuut afschieten. De geïnstalleerde radio voor communicatie was een 10WSc-versie.

## Gelijkwaardige ontwerp
- De Jagdmaus was een tankjager-versie van de Maus. Net zoals de overige tankjagers, kreeg de Jagdmaus geen draaibare koepel.
- De Flakzwilling 8,8 cm auf E-100/Maus was een gemechaniseerd luchtafweergeschut voorzien van twee 88mm-luchtafweerkanonnen.